# Hopman Cup 2014
La Hopman Cup 2014 est la 26e édition du tournoi. Huit équipes mixtes participent à la compétition qui se déroule selon les modalités dites du « round robin » : séparées en deux poules de quatre équipes, les premières de chaque poule se disputent le titre en finale. Chaque confrontation entre deux pays comporte trois matchs : un simple dames, un simple messieurs et un double mixte souvent décisif.
Le tournoi se déroule à Perth, en Australie.

## Faits marquants
- Malgré une défaite d'Alizé Cornet contre Agnieszka Radwańska, la France a remporté la finale 2 matchs à 1 grâce à la victoire de Tsonga sur Grzegorz Panfil et un double mixte remporté 6-0, 6-2.
- C'est la 3e finale disputée par la France, après (1998 et 2012) et c'est la 1re fois qu'elle s'impose.

## Participants
| N° | Nation     | Joueurs                               | Résultat                  | Résultat                |
| 1  | Pologne    | Grzegorz Panfil * Agnieszka Radwańska | 1ers du groupe A Finale   | 3 victoires - 1 défaite |
| 2  | États-Unis | John Isner Sloane Stephens            | 3es du groupe B           | 1 victoire - 2 défaites |
| 3  | France     | Jo-Wilfried Tsonga Alizé Cornet       | 1ers du groupe B Victoire | 4 victoires - 0 défaite |
| 4  | Canada     | Milos Raonic Eugenie Bouchard         | 2es du groupe A           | 2 victoires - 1 défaite |

| N° | Pays      | Joueurs                                           | Résultat        | Résultat                |
| 5  | Tchéquie  | Radek Štěpánek Petra Kvitová                      | 2es du groupe B | 2 victoires - 1 défaite |
| 6  | Italie    | Andreas Seppi Flavia Pennetta                     | 3es du groupe A | 1 victoire - 2 défaites |
| 7  | Australie | Bernard Tomic Samantha Stosur                     | 4es du groupe A | 0 victoire - 3 défaites |
| 8  | Espagne   | Daniel Muñoz de la Nava * Anabel Medina Garrigues | 4es du groupe B | 0 victoire - 3 défaites |

- Grzegorz Panfil * remplace Jerzy Janowicz prévu initialement pour l'équipe de Pologne.
- Daniel Muñoz de la Nava * remplace Tommy Robredo prévu initialement pour l'équipe d'Espagne.

## Matchs de poule
L'équipe en tête de chaque poule est qualifiée pour la finale.

### Groupe A

#### Classement
| Rang | Pays      | V - D | Matchs | Sets   | Jeux     |
| ---- | --------- | ----- | ------ | ------ | -------- |
| 1    | Pologne   | 3 - 0 | 7 - 2  | 15 - 7 | 106 - 79 |
| 2    | Canada    | 2 - 1 | 6 - 3  | 13 - 8 | 104 - 77 |
| 3    | Italie    | 1 - 2 | 2 - 7  | 5 - 14 | 51 - 103 |
| 4    | Australie | 0 - 3 | 3 - 6  | 9 - 13 | 97 - 99  |

#### Matchs détaillés
|  | Équipe 1 | Score | Équipe 2 |  |
|  | Pologne  | 3 – 0 | Italie   |  |

| Ordre des matchs | Joueurs                               | Points au premier set | Points au second set | Points au troisième set |
| ---------------- | ------------------------------------- | --------------------- | -------------------- | ----------------------- |
| 1                | Agnieszka Radwańska                   | 6                     | 6                    |                         |
| 1                | Flavia Pennetta                       | 2                     | 2                    |                         |
|                  |                                       |                       |                      |                         |
| 2                | Grzegorz Panfil                       | 6                     | 2                    |                         |
| 2                | Andreas Seppi                         | 4                     | 2ab.                 |                         |
|                  |                                       |                       |                      |                         |
| 3 (sans enjeu)   | Agnieszka Radwańska - Grzegorz Panfil | 6                     | 6                    |                         |
| 3 (sans enjeu)   | Flavia Pennetta - Oliver Anderson     | 2                     | 1                    |                         |

|  | Équipe 1 | Score | Équipe 2  |  |
|  | Canada   | 2 – 1 | Australie |  |

| Ordre des matchs | Joueurs                         | Points au premier set | Points au second set | Points au troisième set |
| ---------------- | ------------------------------- | --------------------- | -------------------- | ----------------------- |
| 1                | Milos Raonic                    | 7                     | 6                    |                         |
| 1                | Bernard Tomic                   | 6                     | 1                    |                         |
|                  |                                 |                       |                      |                         |
| 2                | Eugenie Bouchard                | 4                     | 6                    | 6                       |
| 2                | Samantha Stosur                 | 6                     | 2                    | 3                       |
|                  |                                 |                       |                      |                         |
| 3 (sans enjeu)   | Milos Raonic - Eugenie Bouchard | 2                     | 4                    |                         |
| 3 (sans enjeu)   | Samantha Stosur - Bernard Tomic | 6                     | 6                    |                         |

|  | Équipe 1 | Score | Équipe 2 |  |
|  | Pologne  | 2 – 1 | Canada   |  |

| Ordre des matchs | Joueurs                               | Points au premier set | Points au second set | Points au troisième set |
| ---------------- | ------------------------------------- | --------------------- | -------------------- | ----------------------- |
| 1                | Agnieszka Radwańska                   | 6                     | 67                   | 6                       |
| 1                | Eugenie Bouchard                      | 3                     | 7                    | 2                       |
|                  |                                       |                       |                      |                         |
| 2                | Grzegorz Panfil                       | 7                     | 6                    |                         |
| 2                | Milos Raonic                          | 61                    | 3                    |                         |
|                  |                                       |                       |                      |                         |
| 3 (sans enjeu)   | Agnieszka Radwańska - Grzegorz Panfil | 3                     | 7                    | 3                       |
| 3 (sans enjeu)   | Eugenie Bouchard - Milos Raonic       | 6                     | 5                    | 10                      |

|  | Équipe 1 | Score | Équipe 2  |  |
|  | Italie   | 2 – 1 | Australie |  |

| Ordre des matchs | Joueurs                         | Points au premier set | Points au second set | Points au troisième set |
| ---------------- | ------------------------------- | --------------------- | -------------------- | ----------------------- |
| 1                | Flavia Pennetta                 | 6                     | 6                    |                         |
| 1                | Samantha Stosur                 | 4                     | 4                    |                         |
|                  |                                 |                       |                      |                         |
| 2                | Andreas Seppi                   | 6                     | 3                    | 2                       |
| 2                | Bernard Tomic                   | 4                     | 6                    | 6                       |
|                  |                                 |                       |                      |                         |
| 3                | Flavia Pennetta - Andreas Seppi | 6                     | 6                    |                         |
| 3                | Samantha Stosur - Bernard Tomic | 3                     | 4                    |                         |

|  | Équipe 1 | Score | Équipe 2 |  |
|  | Italie   | 0 – 3 | Canada   |  |

| Ordre des matchs | Joueurs                         | Points au premier set | Points au second set | Points au troisième set |
| ---------------- | ------------------------------- | --------------------- | -------------------- | ----------------------- |
| 1                | Flavia Pennetta                 | 0ab.                  |                      |                         |
| 1                | Eugenie Bouchard                | 4                     |                      |                         |
|                  |                                 |                       |                      |                         |
| 2                | Andreas Seppi                   | 2                     | 4                    |                         |
| 2                | Milos Raonic                    | 6                     | 6                    |                         |
|                  |                                 |                       |                      |                         |
| 3 (sans enjeu)   | Bojana Bobusic - Andreas Seppi  | 1                     | 4                    |                         |
| 3 (sans enjeu)   | Eugenie Bouchard - Milos Raonic | 6                     | 6                    |                         |

|  | Équipe 1 | Score | Équipe 2  |  |
|  | Pologne  | 2 – 1 | Australie |  |

| Ordre des matchs | Joueurs                               | Points au premier set | Points au second set | Points au troisième set |
| ---------------- | ------------------------------------- | --------------------- | -------------------- | ----------------------- |
| 1                | Grzegorz Panfil                       | 1                     | 4                    |                         |
| 1                | Bernard Tomic                         | 6                     | 6                    |                         |
|                  |                                       |                       |                      |                         |
| 2                | Agnieszka Radwańska                   | 3                     | 6                    | 6                       |
| 2                | Samantha Stosur                       | 6                     | 4                    | 3                       |
|                  |                                       |                       |                      |                         |
| 3                | Agnieszka Radwańska - Grzegorz Panfil | 1                     | 7                    | 10                      |
| 3                | Samantha Stosur - Bernard Tomic       | 6                     | 5                    | 8                       |

### Groupe B

#### Classement
| Rang | Pays       | V - D | Matchs | Sets   | Jeux     |
| ---- | ---------- | ----- | ------ | ------ | -------- |
| 1    | France     | 3 - 0 | 7 - 2  | 15 - 6 | 114 - 78 |
| 2    | Tchéquie   | 2 - 1 | 7 - 2  | 14 - 5 | 97 - 48  |
| 3    | États-Unis | 1 - 2 | 4 - 5  | 9 - 11 | 72 - 95  |
| 4    | Espagne    | 0 - 3 | 0 - 9  | 2 - 18 | 52 - 119 |

#### Matchs détaillés
|  | Équipe 1           | Score | Équipe 2 |  |
|  | République tchèque | 3 – 0 | Espagne  |  |

| Ordre des matchs | Joueurs                                           | Points au premier set | Points au second set | Points au troisième set |
| ---------------- | ------------------------------------------------- | --------------------- | -------------------- | ----------------------- |
| 1                | Petra Kvitová                                     | 6                     | 6                    |                         |
| 1                | Anabel Medina Garrigues                           | 1                     | 0                    |                         |
|                  |                                                   |                       |                      |                         |
| 2                | Radek Štěpánek                                    | 6                     | 6                    |                         |
| 2                | Daniel Muñoz de la Nava                           | 2                     | 2                    |                         |
|                  |                                                   |                       |                      |                         |
| 3 (sans enjeu)   | Petra Kvitová - Radek Štěpánek                    | 6                     | 6                    |                         |
| 3 (sans enjeu)   | Anabel Medina Garrigues - Daniel Muñoz de la Nava | 3                     | 4                    |                         |

|  | Équipe 1   | Score | Équipe 2 |  |
|  | États-Unis | 3 – 0 | Espagne  |  |

| Ordre des matchs | Joueurs                                           | Points au premier set | Points au second set | Points au troisième set |
| ---------------- | ------------------------------------------------- | --------------------- | -------------------- | ----------------------- |
| 1                | Sloane Stephens                                   | 6                     | 6                    |                         |
| 1                | Anabel Medina Garrigues                           | 3                     | 1                    |                         |
|                  |                                                   |                       |                      |                         |
| 2                | John Isner                                        | 6                     | 6                    |                         |
| 2                | Daniel Muñoz de la Nava                           | 3                     | 4                    |                         |
|                  |                                                   |                       |                      |                         |
| 3 (sans enjeu)   | Sloane Stephens - John Isner                      | 4                     | 6                    | 10                      |
| 3 (sans enjeu)   | Anabel Medina Garrigues - Daniel Muñoz de la Nava | 6                     | 0                    | 4                       |

|  | Équipe 1 | Score | Équipe 2           |  |
|  | France   | 2 – 1 | République tchèque |  |

| Ordre des matchs | Joueurs                           | Points au premier set | Points au second set | Points au troisième set |
| ---------------- | --------------------------------- | --------------------- | -------------------- | ----------------------- |
| 1                | Jo-Wilfried Tsonga                | 6                     | 6                    |                         |
| 1                | Radek Štěpánek                    | 1                     | 4                    |                         |
|                  |                                   |                       |                      |                         |
| 2                | Alizé Cornet                      | 1                     | 6                    | 5                       |
| 2                | Petra Kvitová                     | 6                     | 3                    | 7                       |
|                  |                                   |                       |                      |                         |
| 3                | Alizé Cornet - Jo-Wilfried Tsonga | 6                     | 6                    |                         |
| 3                | Petra Kvitová - Radek Štěpánek    | 1                     | 3                    |                         |

|  | Équipe 1   | Score | Équipe 2 |  |
|  | États-Unis | 1 – 2 | France   |  |

| Ordre des matchs | Joueurs                           | Points au premier set | Points au second set | Points au troisième set |
| ---------------- | --------------------------------- | --------------------- | -------------------- | ----------------------- |
| 1                | Sloane Stephens                   | 7                     | 6                    |                         |
| 1                | Alizé Cornet                      | 5                     | 0                    |                         |
|                  |                                   |                       |                      |                         |
| 2                | John Isner                        | 61                    | 3                    |                         |
| 2                | Jo-Wilfried Tsonga                | 7                     | 6                    |                         |
|                  |                                   |                       |                      |                         |
| 3                | Sloane Stephens - John Isner      | 1                     | 7                    | 5                       |
| 3                | Alizé Cornet - Jo-Wilfried Tsonga | 6                     | 5                    | 10                      |

|  | Équipe 1 | Score | Équipe 2 |  |
|  | France   | 3 – 0 | Espagne  |  |

| Ordre des matchs | Joueurs                                           | Points au premier set | Points au second set | Points au troisième set |
| ---------------- | ------------------------------------------------- | --------------------- | -------------------- | ----------------------- |
| 1                | Alizé Cornet                                      | 6                     | 6                    |                         |
| 1                | Anabel Medina Garrigues                           | 2                     | 2                    |                         |
|                  |                                                   |                       |                      |                         |
| 2                | Jo-Wilfried Tsonga                                | 6                     | 67                   | 6                       |
| 2                | Daniel Muñoz de la Nava                           | 4                     | 7                    | 2                       |
|                  |                                                   |                       |                      |                         |
| 3 (sans enjeu)   | Alizé Cornet - Jo-Wilfried Tsonga                 | 8                     |                      |                         |
| 3 (sans enjeu)   | Anabel Medina Garrigues - Daniel Muñoz de la Nava | 3                     |                      |                         |

|  | Équipe 1           | Score | Équipe 2   |  |
|  | République tchèque | 3 – 0 | États-Unis |  |

| Ordre des matchs | Joueurs                          | Points au premier set | Points au second set | Points au troisième set |
| ---------------- | -------------------------------- | --------------------- | -------------------- | ----------------------- |
| 1                | Petra Kvitová                    | 6                     |                      |                         |
| 1                | Sloane Stephens                  | 3                     | ab.                  |                         |
|                  |                                  |                       |                      |                         |
| 2                | Radek Štěpánek                   | 5                     | 6                    | 7                       |
| 2                | Milos Raonic                     | 7                     | 3                    | 64                      |
|                  |                                  |                       |                      |                         |
| 3 (sans enjeu)   | Petra Kvitová - Radek Štěpánek   | 8                     |                      |                         |
| 3 (sans enjeu)   | Bojana Bobusic - Oliver Anderson | 3                     |                      |                         |

## Finale
|  | Équipe 1 | Score | Équipe 2 |  |
|  | Pologne  | 1 – 2 | France   |  |